# جسر كاكا رضا
جسر كاكا رضا (بالفارسية: پل شاپوری کاکارضا) هو جسر تاريخي يعود إلى عصر ساسانيون، ويقع في خرم أباد.